# سال‌های طلایی (ترانه دیوید بویی)
«سال‌های طلایی» (انگلیسی: Golden Years) ترانه‌ای از موسیقی‌دان انگلیسی دیوید بویی است که در ۲۱ نوامبر ۱۹۷۵ به عنوان تک‌آهنگ آغازین دهمین آلبوم استودیویی او، ایستگاه به ایستگاه (۱۹۷۶) از طریق آرسی‌ای رکوردز منتشر شد. بویی این ترانه را تا حدودی قبل از شروع فیلم‌برداری مردی که به زمین سقوط کرد (۱۹۷۶) نوشت، و اکثراً در استودیو تکمیل شد و اولین قطعهٔ تکمیل‌شدهٔ آلبوم بود. تعدادی از زندگی‌نامه‌نویسان می‌گویند که این ترانه برای الویس پرسلی نوشته شده که آن را نپذیرفت، ولی همسر بویی، انجی ادعا کرد که این ترانه برای او نوشته شده‌است. ضبط آن در سپتامبر ۱۹۷۵ در استودیوی چروکی در لس آنجلس انجام شد. تهیه‌کنندگی این ترانه بر عهدهٔ بویی و هری مازلین بود و شامل مشارکت‌هایی از کارلوس آلومار و ارل اسلیک در گیتار، جورج مورای نوازنده بیس و دنیس دیویس در درام بود. دوست قدیمی بویی، وارن پیس، در آواز پس‌زمینه حضور داشت و در تنظیم صدا کمک کرد. بویی بعداً گفت که به دلیل مصرف زیاد کوکائین تقریباً چیزی از ساخت آلبوم ایستگاه به ایستگاه به یاد نمی‌آورد.
از نظر موسیقایی، «سال‌های طلایی» ترانه‌ای فانک و دیسکو است که یادآور سبک موسیقی آلبوم قبلی بویی، آمریکایی‌های جوان (۱۹۷۵)، به‌ویژه ترانهٔ «شهرت» است، اما با لحن خشن‌تر و سخت‌تر. این ترانه در خود از عناصر چند ترانه دوو-وپ دههٔ ۱۹۵۰ الهام گرفته، و به آثار چند موسیقی‌دان شباهت دارد. از لحاظ اشعاری، راوی به همدم امید می‌دهد که وارد یک لیموزین شده و از دنیای ظاهری منزوی شود. به عبارت دیگر، او به همراهش اطمینان می‌دهد که همیشه از او محافظت می‌کند و به او وعدهٔ آیندهٔ روشن‌تری را می‌دهد.
«سال‌های طلایی» از سوی منتقدان موسیقی و زندگی‌نامه‌نویسان با دید مثبتی روبرو شده‌است و روی سبک آهنگسازی آن تاکید داشته‌اند. این ترانه پس از انتشار با موفقیت تجاری همراه بود و به رتبه هشتم جدول فروش بریتانیا و رتبه دهم ایالات متحده رسید. همچنین در ایرلند، هلند و سوئد در جایگاه ده‌تای برتر قرار گرفت. این ترانه به ندرت در تور آلبوم اجرا شد اما در تورهای بعدی اجرا می‌شد. نام «سال‌های طلایی» در فهرست بهترین ترانه‌های بویی قرار گرفته‌است و در آلبوم گردآوری‌شده مختلفی از او گنجانده شده‌است که از سوی هنرمندان متعددی نیز بازخوانی شده‌است. همچنین در چند فیلم و موسیقی متن شامل داستان یک شوالیه (۲۰۰۱) که در آن ریمیکس جدیدی از همکار قدیمی بویی یعنی تونی ویسکانتی اجرا می‌شود، ظاهر شده‌است.